# 公理
在傳統邏輯中，公理（古希臘語: ἀξίωμα, 德語、英語: Axiom）是沒有經過證明，但被當作不證自明的一個命題。因此，其真實性被視為是理所當然的，且被當做演繹及推論其他（理論相關）事實的起點。當不斷要求證明時，因果關係毕竟不能無限地追溯，而需停止於無需證明的公理。通常公理都很簡單，且符合直覺，如「{\displaystyle a+b=b+a}」。
不同的系統，會預計不同的公理。例如非歐幾何的公理，和歐氏幾何的公理就有一點不同；另外，集合論的選擇公理在許多系統的建構中，也富有爭議。有些系統堅持不預設選擇公理。也有一些數學家在建構系統時，刻意排除掉皮亞諾公理中的數學歸納法，以確保所有的證明，都可以直接演算。
在數學中，公理這一詞被用於兩種相關但相異的意思之下——邏輯公理和非邏輯公理。在這兩種意義之下，公理都是用来推導其他命题的起点。和定理不同，一個公理（除非有冗餘的）不能被其他公理推導出來，否則它就不是起點本身，而是能夠從起點得出的某種結果—可以乾脆被歸為定理了。
邏輯公理通常是被視為普遍為真的陳述（如{\displaystyle (A\land B)\rightarrow A}），而非邏輯公理（如{\displaystyle a+b=b+a}）則實際上是在一特定數學理論（如算術）中的定義性的性質。在後者的意思之下，公理又可被稱為「公設」。一般而言，非邏輯公理並不是一個不證自明的事實，而应该說是在建構一個數學理論的過程中被用來推導的一個形式邏輯表示式。要公理化一個知識系統，就是要去證明該系統的主張都可以由數目不多而又可明確理解的陳述（公理）推導出來。一般來說都有多種方法來公理化一個給定的數學領域。
然而，邏輯公理系統也並非唯一。直覺主義邏輯、模糊邏輯等新的邏輯結構，都建立在略有差異的公理上。因此，與其把公理看作不證自明的事實，不如看作是在一個特定的數學或邏輯系統中，先於一切證明的前設。

## 歷史發展

### 古希臘
經由可靠的論證（三段論、推理規則）由前提（原有的知識）導至結論（新的知識）的邏輯演繹方法，是由古希臘人發展出來的，並已成為了現代數學的核心原則。除了重言式之外，沒有任何事物可被推導，若沒有任何事物被假定的話。公理即是導出特定一套演繹知識的基本假設。公理不證自明，而所有其他的斷言（若談論的是數學，則為定理）則都必須借助這些基本假設才能被證明。然而，對數學知識的解釋從古至今已不太一樣，且最終「公理」這一詞對今日的數學家眼中和在亞里斯多德和歐幾里得眼中的意思也有了些許的不同。
古希臘人認為幾何學也是數種科學的其中之一，且視幾何學的定理和科學事實有同等地位。他們發展並使用邏輯演繹方法來作為避免錯誤的方法，並以此來建構及傳遞知識。亞里斯多德的後分析篇是對此傳統觀點的一決定性的闡述。
「公理」，以傳統的術語來說，是指在許多科學分支中所共有的一個不證自明的假設。
在各種科學領域的基礎中，或許會有某些未經證明而被接受的附加假定，此類假定稱為「公設」。公理是許多科學分支所共有的，而各個科學分支中的公設則是不同的。公設的有效性必須建立在現實世界的經驗上。確實，亞里斯多德曾言，若讀者懷疑公設的真實性，這門科學之內容便無法成功傳遞。
傳統的做法在《幾何原本》中很好地描繪了出來，其中給定一些公設（從人們的經驗中總結出的幾何常識事實），以及一些「公理」（極基本、不證自明的斷言）。
公設
1. 能從任一點畫一條直線到另外任一點上去。
2. 能在一條直線上造出一條連續的有限長線段。
3. 能以圓心和半徑來描述一個圓。
4. 每個直角都會相互等值。
5. （平行公設）若一條直線與兩條直線相交，在某一側的內角和小於兩個直角，那麼這兩條直線在各自不斷地延伸後，會在內角和小於兩直角的一側相交。

公理
1. 等同於相同事物的事物會相互等同
2. 若等同物加上等同物，則整體會相等。
3. 若等同物減去等同物，則其差會相等。
4. 相互重合的事物會相互等同。
5. 整體大於部分。

### 近代的發展
近150年來，數學家所學到的是，將意思從數學陳述（公理、公設、命題、定理）和定義中抽離出去是很有用的。此一抽象化（或甚至可說是公式化）使得數學知識變得更一般化，容許多重不同的意思，且因此可以用在多重的方面上。
結構主義的數學走得更遠，並發展出沒有「任一」特定應用的理論和公理（如體論、群論、拓撲學、向量空間）。「公理」和「公設」之間的差異消失了。歐幾里得公設因為可以導出大量的幾何事實而被創造出來。這些複雜事實的真實性依賴於對基本假定的承認。然而，若捨棄第五公設，則可以得到有更多內容的理論，如雙曲幾何。我們只需要準備以更彈性的方式來使用「線」和「平行」等術語。雙曲幾何的發展教導了數學家們公設應該被視為單純的形式陳述，而不是基於經驗的事實。
當數學家使用體的公理時，其含義甚至變得更加地抽象了。體論的命題沒有關注於任一特定的應用上；數學家現在於完全的抽象化上工作著。體有許多的例子；而體論可以給出對所有這些例子適用的正確知識。
說體論的公理是「被視為不證自明的命題」是不正確的。實際上，體的公理是一套侷限。若任一給定的加法與乘法系統符合此些侷限，則我們對此系統立即可以得到許多額外的資訊。
現代數學家也對數學基礎作了相當程度的形式化，從而使得數學理論可以被視為數學物件，且邏輯本身亦能被視為是數學的一個分支。戈特洛布·弗雷格、伯特蘭·羅素、龐加萊、大衛·希爾伯特和庫爾特·哥德爾是此發展中的幾位關鍵角色。
在現今的理解裡，一套公理是任何一群形式陳述的斷言，而透過應用某些定義良好的規則，可由這些公理推導出其他形式陳述的斷言。在此觀點下，邏輯只是變成了另一個形式系統。一套公理應該是相容的，即應該不可能由此公理中導出矛盾來。一套公理亦應該是非冗餘的，即一個可以由其他公理導出的斷言不應被視為是一個公理。
近代的邏輯學家最初希望數學的不同分支，最好是所有的數學，都可以被一套相容的基本公理中推導出來。數學形式主義的一個早期成功的例子為希爾伯特對歐幾里得幾何的公理化，以及相關地，對此些公理相容性的確定。
在更廣的方面來看，還有人企圖將所有數學放在康托爾的集合論之下。不過，羅素悖論的出現和樸素集合論中相似的矛盾，指出任何此類的形式系統最終都有可能是不相容的。
此計畫遭受到的決定性挫敗是在1931年，哥德爾證明出只要一個相容的形式系統能夠蘊涵皮亞諾公理，就可以在系統內建構出一個其真實性和此套公理獨立的陳述。作為一個推論，哥德爾證明出一個如皮亞諾算術的理論，其相容性在理論本身之內會是一個不可證的斷言。
相信皮亞諾算術的相容性是合理的，因為它被自然數的系統所滿足－一個無限但在直覺上易被接受的形式系統。然而，直到現在，依然沒有已知的方法判定集合論中策梅羅-弗蘭克爾公理的相容性。選擇公理－此理論的關鍵假定，也依然是一個極具爭議的假設。更甚之，利用力迫法的技巧，可以證明連續統假設獨立於策梅羅-弗蘭克爾公理之外。因此，即使是這種極一般的公理也還不能被視為是數學的決定性基礎。

## 數理邏輯
在數理邏輯裡，公理可以清楚地被區別成兩種：邏輯公理和非邏輯公理（有些類似傳統上對「公理」和「公設」的區別）。

### 邏輯公理
在一個語言中存在著某些普遍有效的公式，亦即被每個變數賦值函數的每個結構所滿足的公式。口語上來說，是存在著在任一可能的論域、可能的解釋和賦值上都是「正確」的陳述。通常將邏輯公理視為能充分證明所有此語言中重言式的一套「最小」的重言式；在謂詞邏輯中有更多的邏輯公理是需要的，為了證明那些在嚴格意義上不是重言式的邏輯事實。

#### 例子

##### 命題邏輯
在命題邏輯裡，一般將邏輯公理視為所有如下形式的公式，其中的{\displaystyle \phi }、{\displaystyle \psi }和{\displaystyle \chi }可以是語言中的任何公式，且包含的邏輯運算符只有邏輯非{\displaystyle \neg }和蘊涵{\displaystyle \to }兩種：
1. {\displaystyle \phi \to (\psi \to \phi )}
2. {\displaystyle (\phi \to (\psi \to \chi ))\to ((\phi \to \psi )\to (\phi \to \chi ))}
3. {\displaystyle (\lnot \phi \to \lnot \psi )\to (\psi \to \phi )}。

上面的每個形式都是一個「公理模式」，是用來產生無限多公理的規則。例如，若A、B和C是命題變數，則{\displaystyle A\to (B\to A)}和{\displaystyle (A\to \lnot B)\to (C\to (A\to \lnot B))}都會是公理模式1.的例子，因此都會是公理。可以證明只要有這三個公理模式和「肯定前件」，即可證明出所有命題演算中的重言式。也可證明只以其中的一對模式是無法和「肯定前件」一起充分證明出所有的重言式的。
其他包含著相同或不同邏輯運算符的公理模式也可以另行建構出來。
這些公理模式也被使用於謂詞邏輯裡，但需要附加上其他邏輯公理，藉以討論包含了量詞的命題。

##### 一階邏輯
等於公理   令{\displaystyle {\mathfrak {L}}\,}為一階語言。對每個變數{\displaystyle x\,}而言，公式
{\displaystyle x=x}，
是普遍有效的。
這表示，對於任一變數{\displaystyle x\,}，公式{\displaystyle x=x\,}可被視為是一個公理。而且，在這例子裡，為了不落入含糊不清及一連串永不終止的「原始概念」之中，要不就是將{\displaystyle x=x\,}的精確概念給先建立完全，要不就是得規範符號{\displaystyle =\,}純形式及語法的用法，只視之為一個字串，且只是由符號組成的字串。數理邏輯確實就是這麼做的。
全稱例化公理模式 給定一在一階語言{\displaystyle {\mathfrak {L}}\,}中的公式{\displaystyle \phi \,}、一變數{\displaystyle x\,}和一項{\displaystyle t\,}，公式
{\displaystyle \forall x\phi \to \phi _{t}^{x}}
是普遍有效的。
其中{\displaystyle \phi _{t}^{x}}代表以項{\displaystyle t\,}來代換{\displaystyle \phi \,}中的{\displaystyle x\,}後所得到的公式。較不严谨地，這個例子允許我們如此陳述，若知道一特定性質{\displaystyle P\,}對每個{\displaystyle x\,}皆成立，且{\displaystyle t\,}代表著此結構內的一特定物件，則應可主張{\displaystyle P(t)\,}是對的。
存在推廣公理模式 給定一在一階語言{\displaystyle {\mathfrak {L}}\,}中的公式{\displaystyle \phi \,}、一變數{\displaystyle x\,}和一項{\displaystyle t\,}，公式
{\displaystyle \phi _{t}^{x}\to \exists x\phi }
是普遍有效的。

### 非邏輯公理
非邏輯公理是在特定理論中充當基本假設的一種公式。兩個不同的結構如自然數和整數的推理可能涉及相同的邏輯公理；非邏輯公理則試圖汲取對特定結構（或一套結構，如群）來講是特殊的地方。因此，非邏輯公理，不像邏輯公理，並不是「重言式」。非邏輯公理的別稱為「公設」。
幾乎每個現今的數學定律都是起始於一套給定的非邏輯公理，且曾被認為在原則上，每個理論都可以如此公理化，並且公式化成純粹邏輯公式的語言。但這已被證明是不可能的了；然而，最近此一做法又以新邏輯主義的形式復活了起來。
非邏輯公理通常在數學論述中被簡稱為「公理」。這並不表示它們在某種絕對的意思上是正確的。例如，在一些群裡，群運算是可交換的，且這可以在加入加法公理下斷言，但去掉此公理就可以很好地發展（更一般化的）群論，且甚至可以拿此公理的否定來做非可換群的研究。
因此，公理和定義了演繹系統的推理規則一起構成了形式邏輯系統的基礎。

#### 例子
此節會給出一些完全由一套非邏輯公理（或簡稱公理）發展出來的數學定律。任何對此些題目的嚴謹處理都起始於對公理的詳述。
基本理論如算術、實分析和複變分析通常都是由非公理化的方式開始介紹，但通常直接或間接地都會使用到具選擇公理的策梅羅-弗蘭克爾集合論（ZFC）的公理，或是一些極相似的公理化集合論，例如NBG。後者是ZFC集合論的保守擴展，在集合方面與ZFC具有相同的定理，因此兩者有緊密的聯繫。有時，稍強的理論如MK，或帶有允許使用格羅滕迪克全集的強不可達基數的集合論也會被使用，但實際上，大多數數學家都可以在弱於ZFC的系統中確實地證明他們所需要的命題，比如在二階算術中就可能做到這點。
在數學中，拓撲學的研究擴展成點集拓撲、代數拓撲、微分拓撲，和所有相關領域，如同調論和同倫論。「抽象代數」也發展出群論、環、體和伽羅瓦理論。
此列表可以擴展至包含大多數的數學領域，如公理化集合論、測度論、遍歷理論、機率論、表示理論和微分幾何等。

##### 算術
皮亞諾公理是一階算術最廣被使用的「公理化」。這套公理的強度足以證明許多數論中重要事實，以及允許哥德爾建立他著名的哥德爾不完備定理。
設有一語言{\displaystyle {\mathfrak {L}}_{NT}=\{0,S\}\,}，其中，{\displaystyle 0\,}是一個常數符號且{\displaystyle S\,}是一個一元函數且滿足如下公理：
1. {\displaystyle \forall x.\lnot (Sx=0)}
2. {\displaystyle \forall x.\forall y.(Sx=Sy\to x=y)}
3. {\displaystyle ((\phi (0)\land \forall x.\,(\phi (x)\to \phi (Sx)))\to \forall x.\phi (x)}，對任一{\displaystyle {\mathfrak {L}}_{NT}\,}中有一自由變數的公式{\displaystyle \phi \,}而言。

其標準結構為{\displaystyle {\mathfrak {N}}=\langle \mathbb {N} ,0,S\rangle \,}，其中{\displaystyle \mathbb {N} \,}為自然數的集合、{\displaystyle S\,}為後繼函數，且{\displaystyle 0\,}自然被解釋為數0。

##### 歐幾里得幾何
平面幾何中的4+1個公設大概是最古老且最有名的一組公理。這些公理被稱為「4+1」，因為近兩千年來，第五公設（「通過一直線外一點恰好存在一平行線」）一直被懷疑可以從前4個公理中導出。但最後，第五公設還是被證實是獨立於前4個公理。確實，可以假設通過一直線外一點會沒有平行線、恰好有一平行線，或有著無限多條平行線存在。這些選擇給出了不同形式的幾何，其三角形的內角和會分別為小於、等於或大於180度。這幾種幾何分別被稱為橢圓幾何、歐幾里得幾何和雙曲幾何。

##### 實分析
其研究的對象為實數。實數可唯一由一「戴德金完備有序體」（即帶有上界的非空實數集合必然有最小上界）所決定（在同構意義上）。然而，若要表達這些公理的性質，需要使用到二階邏輯。勒文海姆-斯科倫定理告訴我們若侷限於一階邏輯裡來描述，任何實數的公理系統都會允許有其他的模型，有些會小於實數，有些則會大於實數。後者有些被研究於非標準分析中。

### 在數理邏輯中的角色

#### 演繹系統和一致性
一致性的要求是最重要的。如果一公理系統，不會同時推導到命題「p」和「非p」，那麼它就稱為一致的系統。
不一致的系統，會同時推導出「p」和「非p」的矛盾結果，在數學推論上，是不能容許的。

#### 演繹系統和完備性
演繹系統包括有邏輯公理的集合{\displaystyle \Lambda \,}、非邏輯公理的集合{\displaystyle \Sigma \,}和「推理規則」的集合{\displaystyle \{(\Gamma ,\phi )\}\,}。演繹系統的一個理想的性質為完備性。
一個系統被稱為是完備的，若對所有公式{\displaystyle \phi }，
若{\displaystyle \Sigma \models \phi }，則{\displaystyle \Sigma \vdash \phi }
亦即，對任一為{\displaystyle \Sigma \,}「邏輯結果」的陳述，皆存在一個從{\displaystyle \Sigma \,}的陳述出發的「演繹」。這有時被表達為「所有真的陳述都是可證的」，但必須了解這裡的「真」意指「公理集合致使其為真」，而不是「在某一特定解釋下為真」。哥德爾完備性定理表明了某個常用類別的演繹系統的完備性。
注意「完備性」在哥德爾不完備定理中會有著不同的意思，其表示在算術理論中沒有一套「遞歸」且「一致」的非邏輯公理{\displaystyle \Sigma \,}會是「完備」的，亦即總是存在一個算術陳述{\displaystyle \phi \,}，其{\displaystyle \phi \,}和{\displaystyle \lnot \phi \,}都不能由給定的公理中證出。
這裡，一邊是指「演繹系統的完備性」，一邊則是指「一套非邏輯公理的完備性」。因此，完備性定理和不完備性定理，除了其名稱之外，並不相互衝突。

### 更多的探討
早期的數學家視公理化幾何為物理空間的模型，且明顯地只能有此一模型。另一種數學系統可能存在的想法，對19世紀的數學家而言是極度困擾的，並費盡苦心地想要將這些系統從傳統算術中推導出來。伽羅瓦證明這些努力大多都是白費的。最後，這些在代數系統中相互平行的抽象系統看起來似乎有其重要性，而現代代數也由此誕生了。以現在的觀點來看，任意的公式集合都可以作為公理，只要這些公式並未被發現為不一致的便可。

### 引用
1. ↑  高淑蓉. . 2015-04-12  [2016-08-07]. （原始内容存档于2020-09-26） （中文）.